# Elatostema longibracteatum
Elatostema longibracteatum är en nässelväxtart som beskrevs av Wen Tsai Wang. Elatostema longibracteatum ingår i släktet Elatostema och familjen nässelväxter. Utöver nominatformen finns också underarten E. l. glabricaule.